# Timèsies
Timèsies o Timesi (en llatí Timesias o Timesius, en grec antic Τιμησίας o Τιμήσιος) fou un colonitzador grec nadiu de Clazòmenes, fundador de la colònia d'Abdera a Tràcia. Plutarc i Claudi Elià el consideraven un home savi i virtuós.
Eusebi situa la fundació de la colònia a la 31a Olimpíada, o sigui l'any 656 aC. Els tracis el van expulsar d'Abdera, però més tard els teians el van venerar a la ciutat com un heroi quan van fundar una segona colònia en aquell lloc, segons diu Heròdot.